# Einar Wikland
Einar Mathias Wikland, född 29 februari 1868 i Silleruds församling, Värmlands län, död 18 februari 1951 i Kivik, Vitaby församling, Kristianstads län, var en svensk militär. Han var bror till Sigurd Wikland.

## Biografi
Wikland avlade officersexamen 1891 och genomgick gymnastiska centralinstitutet 1892–1894. Han blev underlöjtnant vid Värmlands regemente 1891 och löjtnant vid Göta trängbataljon 1893. Wikland genomgick militärförvaltningskurs 1900 och blev intendent (motsvarande kapten) vid intendenturkåren 1902. Han var lärare vid Krigsskolan 1906–1913, fördelningsintendent vid IV. arméfördelningen 1913–1915 och chef för arméförvaltningens intendentsdepartements utrustningsbyrå 1915–1926. Wikland befordrades till major vid intendenturkåren 1913, till överstelöjtnant 1916 och till överste 1919, på övergångsstat 1926. Han beviljades avsked från aktiv tjänst 1928 och avgick ur reserven 1933. Wikland var ordförande för systembolaget i Simrishamn 1927–1930. Han blev riddare av Vasaorden 1911 och av Nordstjärneorden 1914 samt kommendör av andra klassen av Vasaorden 1920. Wikland vilar på Vitaby kyrkogård.